# Camden (Delaware)
Camden es un pueblo ubicado en el condado de Kent en el estado estadounidense de Delaware. En el año 2000 tenía una población de 2,100 habitantes y una densidad poblacional de 436 personas por km².

## Geografía
Camden se encuentra ubicado en las coordenadas 39°6′46″N 75°32′57″O / 39.11278, -75.54917.

## Demografía
Según la Oficina del Censo en 2000 los ingresos medios por hogar en la localidad eran de $47,097, y los ingresos medios por familia eran $50,347. Los hombres tenían unos ingresos medios de $32,154 frente a los $25,261 para las mujeres. La renta per cápita para la localidad era de $21,113. Alrededor del 4.9% de la población estaban por debajo del umbral de pobreza.

## Localidades adyacentes
Diagrama de las localidades a un radio de 16 km a la redonda de Camden.